# 张学政 (工程师)
张学政（1971年7月—），山东招远人，汉族，中国共产党党员。中华人民共和国政治人物、第十三届全国人民代表大会山东地区代表。
2018年，被选为全国人大代表。現為莱钢集团济南莱钢钢结构有限公司制造部党支部书记、副部长。